# Clemente Herrero
Clemente Herrero Fabregat, né à Valence en 1942 est un universitaire espagnol, géographe et historien.

## Études et carrière
Après avoir présenté un baccalauréat à Valence, il obtient, en 1967, la maîtrise en histoire à l'université de sa ville natale avec le mémoire Paisaje agrario de Meliana, dirigé par Antonio López Gómez, et publié deux ans plus tard par sa faculté.
Clemente Herrero a donné des cours et dirigé des séminaires en Espagne, au Mexique, en Uruguay et au Brésil. Il est auteur de nombreuses publications. Depuis 2006 il dirige le Departamento de Didácticas Específicas à la Facultad de Formación de Profesorado y Educación, à l'université autonome de Madrid.

## Centres d'intérêt
- Géographie comportementale en milieu urbain et les espaces symboliques de la ville.
- Géographie de la ville de Madrid et de la communauté autonome de Madrid.
- Géographie de la région agricole de Valence.
- Pédagogie de la géographie (méthodologie et enseignement des professeurs).
- Histoire de la géographie.
- Histoire de l'enseignement de la géographie.
- Histoire de la géographie militaire espagnole.